# Wilhelm Endemann (Tabakzüchter)
Wilhelm Endemann (* 31. März 1902 in Suhl, Kreis Schleusingen; † nach 1963) war ein deutscher Tabakzüchter.

## Leben
Wilhelm Endemann studierte Landwirtschaft. An der Friedrichs-Universität Halle wurde er 1920 Mitglied der Verbindung Franconia Halle im Göttinger Kartell (späteres Corps Franconia Halle im RSC). Nach dem Studienabschluss als Diplomlandwirt wandte er sich dem Tabakanbau zu. 1933 lebte er in Stettin. 1947 wurde er Leiter der landwirtschaftlichen Abteilung, später auch stellvertretender Direktor des Instituts für Tabakforschung in Wohlsdorf und Biendorf (Bernburg) bzw. Dresden. In seinen ersten Jahren als Leiter der landwirtschaftlichen Abteilung forcierte Endemann die Erweiterung des Tabakanbaus und die Ausbildung von Anbauberatern in der DDR. Sehr bald entwickelte sich die Tabakzüchtung zu seinem Haupttätigkeitsfeld. Durch die Einführung der Tabaksorten Wohlsdorfer Burley im Jahre 1955 und Ergo im Jahre 1958 verhinderte er den Zusammenbruch des Tabakanbaus in der DDR, der durch das Rippenbräunevirus und den Tabakblauschimmel massiv gefährdet war. Als international anerkannter Tabakzüchter arbeitete er in internationalen Gremien mit. Die Ergebnisse seiner wissenschaftlichen Arbeiten zu Fragen der Tabakzüchtung hat er in zahlreichen Fachaufsätzen publiziert.

## Schriften
- Tabakfachbuch, 1952 (maßgebliche Mitarbeit)
- Die Tabakpflanze, 1954
- Der Tabak – Anbau und Trocknung in der Deutschen Demokratischen Republik, 1963 (zusammen mit J. Merker und Carola Weidemann)